# تيم وود (ملاكم)
تيم وود (بالإنجليزية: Tim Wood)‏ مواليد 10 أغسطس 1951 - وفيات 2010، كان ملاكم محترف بريطاني صنّف ضمن فئة الوزن الثقيل.

## إحصائيات
خاض خلال مسيرته 31 نزالا، فاز في 19 وتعادل في 1 وخسر في 11. فاز بالضربة القاضية في 7 نزالات.

## روابط خارجية
- تيم وود على موقع بوكس ريك (الإنجليزية) (registration required)